# العلاقات النمساوية التشادية
العلاقات النمساوية التشادية هي العلاقات الثنائية التي تجمع بين النمسا وتشاد.

## مقارنة بين البلدين
هذه مقارنة عامة ومرجعية للدولتين:
| وجه المقارنة                                              | النمسا                                                    | تشاد                      |
| --------------------------------------------------------- | --------------------------------------------------------- | ------------------------- |
| المساحة (كم2)                                             | 83.86 ألف                                                 | 1.28 مليون                |
| عدد السكان (نسمة)                                         | 8.81 مليون                                                | 15.23 مليون               |
| الكثافة السكانية (ن./كم²)                                 | 105.06                                                    | 11.9                      |
| العاصمة                                                   | فيينا                                                     | انجمينا                   |
| اللغة الرسمية                                             | اللغة الألمانية، لغة الإشارة النمساوية ‏                   | لغة فرنسية، اللغة العربية |
| العملة                                                    | يورو، شلن نمساوي، رايخ مارك، شلن نمساوي                   | فرنك وسط أفريقي           |
| الناتج المحلي الإجمالي (بليون دولار)                      | 416.60 مليار                                              | 9.98 مليار                |
| الناتج المحلي الإجمالي (تعادل القوة الشرائية) بليون دولار | 426.99 مليار                                              | 30.54 مليار               |
| الناتج المحلي الإجمالي الاسمي للفرد دولار أمريكي          | 43.77 ألف                                                 | 775                       |
| الناتج المحلي الإجمالي للفرد دولار أمريكي                 | 47.68 ألف                                                 | 2.18 ألف                  |
| مؤشر التنمية البشرية                                      | 0.885                                                     | 0.392                     |
| رمز المكالمات الدولي                                      | +43                                                       | +235                      |
| رمز الإنترنت                                              | .at                                                       | .td                       |
| المنطقة الزمنية                                           | توقيت وسط أوروبا، ت ع م+01:00، ت ع م+02:00، أوروبا/فيينا ‏ | ت ع م+01:00               |

## منظمات دولية مشتركة
يشترك البلدان في عضوية مجموعة من المنظمات الدولية، منها:
| علم المنظمة | اسم المنظمة                               | تاريخ انضمام النمسا | تاريخ انضمام تشاد |
| ----------- | ----------------------------------------- | ------------------- | ----------------- |
|             | وكالة ضمان الاستثمار متعدد الأطراف        | 16 ديسمبر 1997      | 11 يونيو 2002     |
|             | البنك الإفريقي للتنمية                    | ?                   | ?                 |
|             | منظمة الشرطة الجنائية الدولية             | ?                   | ?                 |
|             | منظمة حظر الأسلحة الكيميائية              | ?                   | ?                 |
|             | منظمة التجارة العالمية                    | ?                   | ?                 |
|             | البنك الدولي للإنشاء والتعمير             | 27 أغسطس 1948       | 10 يوليو 1963     |
|             | الأمم المتحدة                             | 14 ديسمبر 1955      | 20 سبتمبر 1960    |
|             | مؤسسة التمويل الدولية                     | 28 سبتمبر 1956      | 2 أبريل 1998      |
|             | يونسكو                                    | 13 أغسطس 1948       | 19 ديسمبر 1960    |
|             | مؤسسة التنمية الدولية                     | 28 يونيو 1961       | 7 نوفمبر 1963     |
|             | الاتحاد البريدي العالمي                   | ?                   | ?                 |
|             | المركز الدولي لتسوية المنازعات الاستشارية | 24 يونيو 1971       | 14 أكتوبر 1966    |
|             | الاتحاد الدولي للاتصالات                  | 1866                | 25 نوفمبر 1960    |

## وصلات خارجية
- موقع وزارة الخارجية النمساوية